# Красный Кирпичник (городской округ город Шахунья)
Красный Кирпичник — поселок в городском округе город Шахунья Нижегородской области. Вместе с городом Шахуньей составляет низовую административно-территориальную единицу Город Шахунья, до 2011 года бывшую городским поселением Шахунского района.

## География
Находится на расстоянии примерно 1 километра по прямой на юго-восток от центра округа города Шахунья.

## История
Поселок Красный кирпичник возник в 1930-х годах, когда завод построил первые дома для своих работников. Расцвет завода и поселка при нем пришелся на 1950-е годы. К этому времени ручной труд на заводе был механизирован: установлена механическая глиномялка, пресс, который делал сразу по два кирпича, была построена кольцевая печь, которая позволяла вести обжиг кирпича непрерывно, круглые сутки.

## Население
Постоянное население  составляло 183 человека (русские 98%) в 2002 году, 150 в 2010 .